# Вноровський-Міщенко Борис Устинович
Борис Устинович Вноровський-Міщенко (1881 — 23 квітня 1906, Москва) — есер, терорист, член Бойової організації, учасник замаху на московського губернатора Ф.Дубасова.

## Родина
Батько — Вноровський Устин Устинович (народився у Віленській губернії близько 1851 р.) дворянин, після закінчення Віленської військової гімназії вступив до Миколаївського військово-інженерного училища в Петербурзі, курсу якого не закінчив. У 1872 р. залучений у справі про приналежність до місцевого гуртка; був виключений з училища та підпорядкований негласному нагляду. Виїхав у Вільно, де був одним із організаторів революційного гуртка молоді; заарештований 21 березня 1875 р. і ув'язнений до Віленської в'язниці. За вищим наказом 23 квітня висланий під голосний нагляд до Вологодської губернії; затриманий 31 травня у Великому Устюзі, де вів пропагандистську роботу в робочих гуртках і серед молоді. Обшукано 21 липня 1879 р., при ньому знайдено революційну літературу. За розпорядженням міністра внутрішніх справ від 22 жовтня 1879 призначений до заслання до Східного Сибіру; 18 листопада 1879 р. відправлений до Мценської в'язниці. У 1880 р. висланий до Сибіру, але за верховним розпорядженням комісії йому поставлено в покарання попереднє, утримання під вартою; 10 серпня отримав повідомлення про це у Томську та висланий під нагляд поліції у Кострому. Постановою особливої наради від 15 лютого 1882 р. термін нагляду продовжено на 4 роки. Наприкінці 1899 р. переїхав до Москви. З 1905 р. брав участь у роботі партії соціалістів-революціонерів. Помер у Варшаві 13 березня 1913 р.
Мати — Вноровська (за першим чоловіком Міщенком) Ольга Іванівна — походила із заможної родини німця-колоніста. Поїхавши від чоловіка, жила в Петербурзі, займаючись на курсах повитух і ведучи пропаганду серед петербузьких робітників. Заарештована 6 травня 1875 р. у Петербурзі під час демонстрації з приводу оголошення вироку Папіну та Плотнікову. Після звільнення вислана під нагляд поліції в м. Буй (Костромська губернія), де була знову заарештована і наприкінці 1877 р. вислана у Великий Устюг (Вологодська губернія). Одружилася з Устином Вноровським і разом із ним вела гурткову роботу. Наприкінці 1879 р., за розпорядженням міністра внутрішніх справ, призначена до заслання до Східного Сибіру разом із чоловіком. У 1880 р., не доїжджаючи до місця призначення, повернуто з Томська і наприкінці того ж року було знову запроваджено в Костромі під нагляд поліції. У 1899 р. переїхала до Москви. Мати двох братів, учасників бойової організації партії есерів.
Брат — Володимир Устинович Вноровський-Міщенко (коло 1879) брав діяльну участь у студентських заворушеннях, що відбувалися в Москві в 1902 році, у зв'язку з чим був виключений з Московського університету, брав участь у замаху на Дубасова. Дружина Володимира, Маргарита Грунді, також була в Бойовій організації. Після невдалого замаху на генерала Каульбарса, подружжя виїхало за кордон.

## Біографія
Борис Устинович Вноровський-Міщенко народився в Костромі, де батьки були на засланні, у 1881 році.
У 1902 Борис вже активний учасник усіх московських сходок. Через прихильність до справи він навіть розлучився з коханою одруженою жінкою, сказавши їй: «Я прокляну тебе, якщо запізнюся до товаришів!».
До партії есерів Борис вступив за кордоном, куди виїхав для поправки здоров'я. Повернувшись до Росії, він хотів приступити до нелегальної роботи, але знову перешкодили хвороби: через сухоти сухоти довелося їхати в Ялту.
До Москви «проповідувати ідеї партії» Борис повернувся лише 1904 року. Тут і було його заарештовано, засуджено та направлено до Пензи під нагляд поліції. За завданням БО Вноровський намагався влаштувати у місті на Сурі динамітну майстерню для виготовлення бомб. І готував у масах «ідею збройного повстання». Влітку 1905 року у Пензі побував головний терорист Російської імперії: один із лідерів партії есерів Борис Савінков вирішив особисто набрати тут нових кандидатів у смертники для своєї бойової організації (БО)... Савінков знайшов у Пензі людину, яка згодом стала катом московського генерал-губернатора, адмірала Федора Дубасова. Ним став Борис Вноровський-Міщенко, який перебував під наглядом влади.
Борис, як і брат, навчався в Імператорському Московському університеті до 1905 року, коли він остаточно влився у революційний рух. 9 січня 1905 р., як у Санкт-Петербурзі відбулися трагічні події «Кривавої неділі», Московське охоронне відділення заарештувало кілька членів терористичної групи партії соціалістів-революціонерів на чолі з В.Зензіновим і Б.Черненковим. На волі залишилися відомі поліції студенти Московського університету В. Зоммерфельд та Б. Вноровський-Міщенко, які посіли у групі лідерські позиції. У січні 1905 р. Зоммерфельд та Вноровський-Міщенко домовилися з тульськими есерами про купівлю партії револьверів. Як повідомлялося у звіті Московського охоронного відділення: «Маючи на увазі повну невдачу демонстрацій 5 і 6 грудня минулого року і припускаючи при подальших вуличних заворушеннях будь-що озброїти учасників демонстрацій, особи ці вирішили тепер же зробити відповідний запас револьверів з міста Тули, де в Ємелянової (дочка губернського секретаря, яка перебуває під особливим наглядом поліції – С.М.) були пов'язані зносини з місцевим комітетом тієї партії».

Восени 1905 року він брав участь у створенні Летючого бойового загону, сприяв втечі з в'язниці терористки Катерини Ізмайлович і допоміг їй організувати замах на адмірала Г.П. Чухніна. На початку 1906 року Борис Вноровський вступив до Бойової організації есерів.

Зі спогадів Бориса Савінкова :
Я побачив перед собою дуже красиву, широкоплечу молоду людину, з густим чорним з сивиною волоссям і задумливими світлими очима. <... > Він говорив мало, лише відповідаючи на прямі запитання. У його зовнішності було багато спільного зі Швейцером і Зільбербергом: невеликий зріст, широкі плечі, чорне волосся та світлі очі. Так само, як і вони, він був мовчазний і стримано спокійний. <.... > Він здався мені спокійним, сильним і сміливим. В його особі ми набували першокласного працівника.

### Замах на Дубасова
Навесні 1906 року Бойова організація готувала вбивство московського губернатора Федора Васильовича Дубасова. Замах неодноразово відкладався: теракт планувалося провести 2, 3 березня, потім – 24, 25, 26 березня, коли до змовників приєднався брат Бориса Володимир Вноровський. 23 квітня Дубасов мав бути присутнім на богослужінні у Кремлі. Напередодні замаху хімік БО на прізвисько «Семен Семенович» заявив, що частина динаміту зіпсувалася і вистачить на виготовлення всього лише двох бомб. Хоча замах із використанням двох метальників був ризикованим, вирішено було не відкладати замах. Терористи перекрили: Борис Вноровський – Тверську вулицю, Володимир – Троїцькі ворота, другий метальник Шиллєров – Боровицькі.
«23 квітня 1906 року у місті Москві було скоєно замах життя московського генерал-губернатора, генерал-ад'ютанта, віце-адмірала Дубасова. О першій годині дня, коли він разом із корнетом Приморського драгунського полку, що супроводжував його, гр[афом] Коновніциним під'їжджав у візку до генерал-губернаторського будинку на Тверській площі, якась людина у формі флотського офіцера, що перетинала площу по панелі проти будинку, кинула в екіпаж на відстані кількох кроків цукеркову, судячи з зовнішнього вигляду, фунтову коробку, обгорнуту в папір і перев'язану стрічкою. Впавши під коляску, коробка зробила оглушливий вибух, що підняв густу хмару диму і викликав настільки сильний струс повітря, що в сусідніх будинках полопалися шибки і осколками своїми покрили землю. Віце-адмірал Дубасов, що впав із розбитою силою вибуху коляски на бруківку, отримав безпечні для життя пошкодження, граф Коновніцин був убитий. Кучер Птіцин, скинутий з козел, постраждав порівняно легко, а також легко поранені осколками жерсті кілька людей, що знаходилися поблизу генерал-губернаторського будинку. Зловмисника, який кинув розривний снаряд, знайшли лежачим на бруківці, біля панелі, з роздробленим черепом, без ознак життя. Згодом з'ясувалося, що це був дворянин Борис Вноровський-Міщенко, 24 років, який вийшов у 1905 р. з-поміж студентів імператорського московського університету».

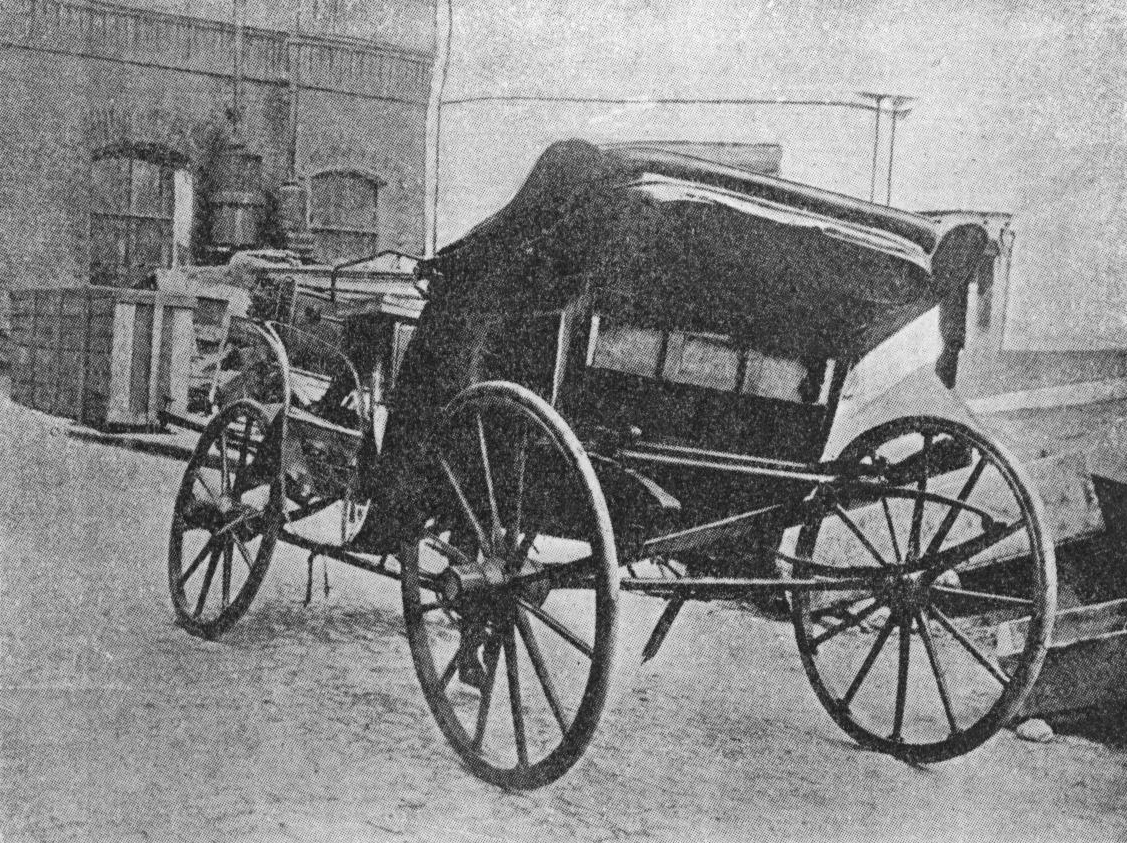
Карета Ф.Дубасова після вибуху

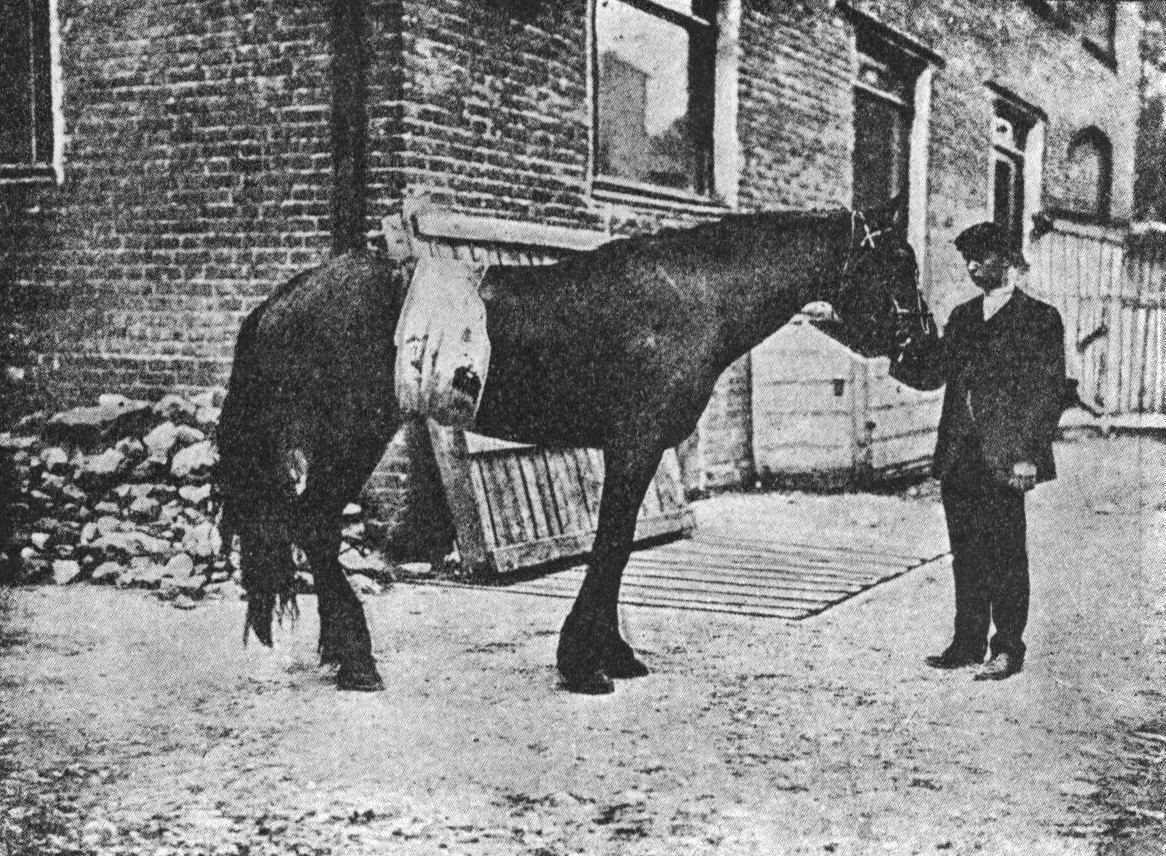
Один із коней, якими їхав генерал-губернатор Ф. Дубасов, поранений уламками бомби.

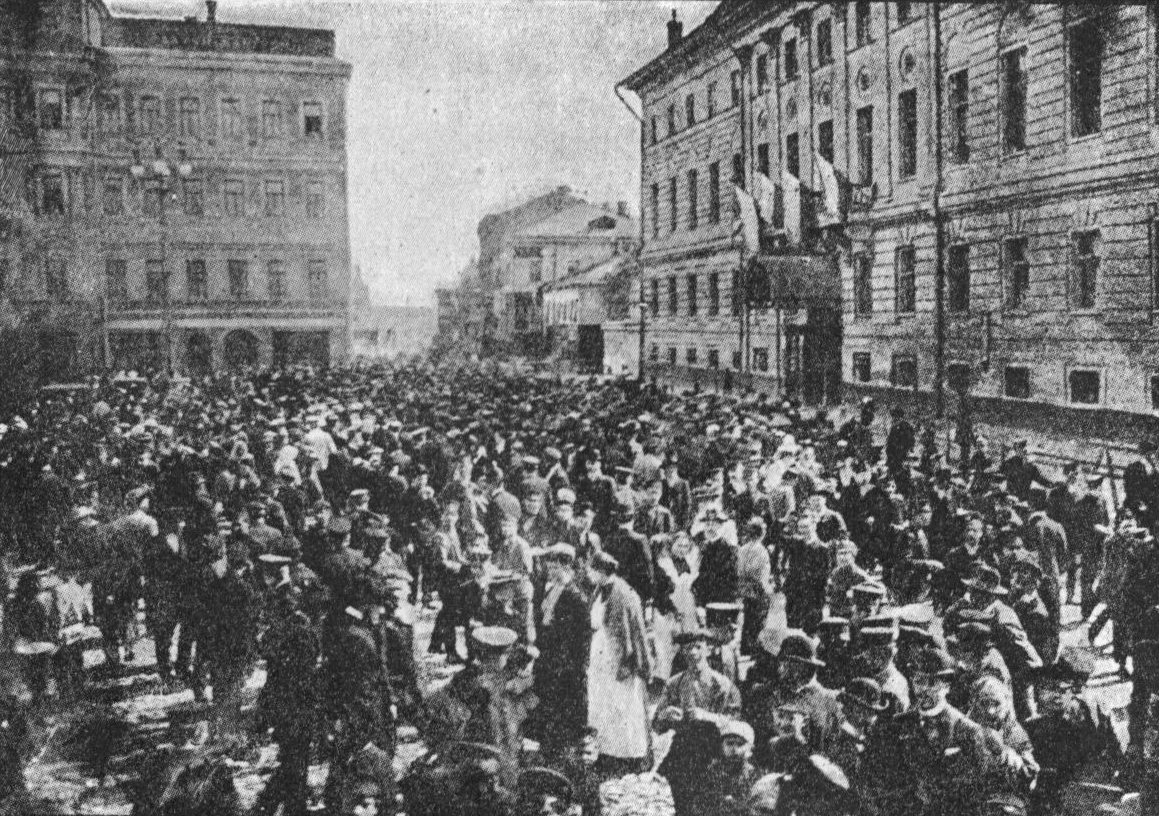
Публіка, яка оглядає місце, де було кинуто бомбу в генерал-губернатора Ф. В. Дубасова

У квітні 1906 року есер Борис Вноровський-Міщенко кинув бомбу в Дубасова, роздробивши йому стопу лівої ноги, поранивши кучера та вбивши ад'ютанта графа Сергія Коновніцина. Дубасов залишився живим, а сам терорист загинув від своєї бомби.
Про те, як було здійснено цей теракт, навесні 1906-го докладно розповідали газети. Оскільки динаміту вистачило лише на дві бомби, терористи перекрили: Борис Вноровський – Тверську вулицю, Володимир – Троїцькі ворота, другий метальник Шиллєров – Боровицькі. Коли карета адмірала Дубасова повертала на Тверську, на бруківку зійшов молодий чоловік у формі морського офіцера (це був Борис Вноровський). В одній руці він ніс коробку, перев'язану стрічкою, як перев'язують цукерки; у стрічку була встромлена квітка. Наблизившись, він узяв коробку в обидві руки і підкинув її під воза. Пролунав сильний вибух, що підняв густу хмару диму і викликав настільки сильний струс повітря, що в сусідніх будинках полопалися шибки. Коні понесли, адмірал, підвівшись із землі, пішов до будинку, де його підхопили городові — у губернатора виявилася роздробленою стопа лівої ноги. Коли Федора Васильовича Дубасова внесли нагору, обличчя в нього було чорно-жовте; від задушливих газів снаряда, що розірвався, він не міг дихати. Борис Вноровський упав жертвою своєї бомби — у нього знесло верхню частину черепа. Загинув також граф Коновніцин, який супроводжував Дубасова корнет Приморського драгунського полку. Кучер отримав лише легкі поранення.
Після загибелі терориста залишився його прощальний лист до батьків: 
«Тепер я живу для вас, для народу, для всього людства, і тепер я приношу своє життя не в жертву засмученим нервам, а для того, щоб покращити, наскільки це в моїх силах, становище Вітчизни щоб задовольнити вас не як рідних, а як громадян».